# 아마추어 (1994년 영화)
아마추어(Amateur)는 프랑스에서 제작된 할 하틀리 감독의 1994년 코미디, 범죄, 드라마, 스릴러 영화이다. 이자벨 위페르 등이 주연으로 출연하였고 할 하틀리 등이 제작에 참여하였다.

## 출연

### 주연
- 이자벨 위페르
- 마틴 도노반

### 조연
- 엘리나 로웬슨
- 다미안 영
- 척 몽고메리
- 데이브 사이몬즈
- 파멜라 스튜어트
- 에리카 짐펠
- 잔 레슬리 하딩
- 테리 알렉산더

## 제작진
- 미술: 스티브 로젠즈윅
- 의상: 알렉산드라 웰커
- 배역: 빌리 홉킨스
- 배역: 수잔느 스미스